# Генератор Колпитца

Историческая схема

Генератор Колпитца (ёмкостная трёхточка), названный в честь его изобретателя Эдвина Колпитца, является одной из множества схем электронных генераторов, использующих комбинацию дроссель (L) с конденсатор (C) для определения частоты, также называется LC-генератором.
Одной из ключевых особенностей генераторов этого вида является их простота (нужен только один дроссель без отводов). 
Напряжение обратной связи снимается с ёмкостного делителя напряжения.

## Частота генерации

Рис.1: Простой генератор Колпитца с общей базой (с упрощёнными цепями смещения)

Эквивалентная схема генератора Колпитца

Идеальная частота генерации для схемы на рис.1 определяется уравнением:
{\displaystyle f_{0}={1 \over 2\pi {\sqrt {L\cdot \left({C_{1}\cdot C_{2} \over C_{1}+C_{2}}\right)}}}}
Действительные схемы генерируют немного меньшую частоту.

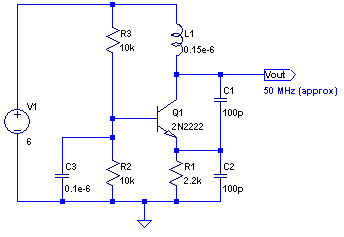
Рис.3: Практическая схема генератора Колпитца с общей базой (с частотой генерации ~50 МГц)

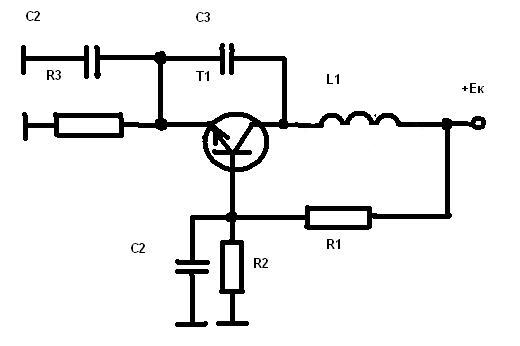
Генератор Колпитца на каскаде с общей базой

Генератор Колпитца на операционном усилителе

В зависимости от схемы усилительного каскада возможны три вида генератора Колпитца: на каскаде с общим эмиттером, на каскаде с общим коллектором и на каскаде с общей базой. Характерной особенностью генератора Колпитца является положительная обратная связь через ёмкостный делитель напряжения на двух последовательных конденсаторах, которые одновременно являются ёмкостью LC-контура.
Схема генератора Колпитца на каскаде с общей базой наиболее высокочастотна (рис.1, рис.3). Каскад с общей базой фазу не сдвигает. Контур LC1C2 полностью подключен к коллектору. Полное включение контура фазу не сдвигает. Эмиттер подключен к контуру к средней точке ёмкостного делителя напряжения с перекосом фазы, при равных C1 и C2 перекос фазы и петлевой сдвиг фазы составляет 45°. Кроме этого сдвиг на 60° создаёт RC цепь образованная эквивалентной ёмкостью конденсаторов C1 и C2 и резистором R, что усложняет вычисление результирующего сдвига. 
Схема генератора Колпитца на каскаде с общим эмиттером приведена на рис.8.1.б) в рис.8.1.б).
Схема генератора Колпитца на каскаде с общим коллектором приведена на рис.8.2. Каскад с общим коллектором фазу не сдвигает. Контур LC1C2 подключен к базе без перекоса фазы. Эмиттер подключен к контуру с перекосом фазы, при одинаковых величинах C1 и С2 перекос фазы и петлевой сдвиг фазы составляет 45°. Запас устойчивости по фазе 45°, но эмиттерные цепи при этом сильно шунтируют контур.
Разновидностью генератора Колпитца со вторым ёмкостным делителем напряжения является генератор Вачкара.